# Lloret ratpenat de l'illa Flores
El lloret ratpenat de l'illa Flores (Loriculus flosculus) és una espècie d'ocell de la família dels psitàcids que habita la selva humida de Flores, a les illes de la Sonda.